# Nanoviridae
Mit Nanoviridae wird eine Familie von Viren, deren natürliche Wirte Pflanzen sind.
Es gibt derzeit (23. Juni 2021) 14 vom International Committee on Taxonomy of Viruses (ICTV) bestätigte Spezies (Arten) in dieser Familie, die sich auf 2 Gattungen verteilen.
Bei der Gattung Nanovirus sind die Wirte Eudikotyledonen, vorwiegend Leguminosen (Familie Fabaceae); bei der Gattung Babuvirus dagegen Monokotyledonen (einkeimblättrige Pflanzen), vorwiegend Ingwerartige (Ordnung Zingiberales).
Die Infektion der Wirtspflanzen mit Viren der Nanoviridae führt zu verkümmertem Wachstum.
Die Viren der Familie Nanoviridae benötigen einen virus-kodierten Hilfsfaktor
für die Übertragung durch Blattläuse (Vektoren).

## Etymologie und Bezeichnungen
Der Name der Familie leitet sich ab von griechisch νᾶνος nanos, deutsch ‚Zwerg‘, sowohl wegen ihres kleinen Genoms als auch wegen ihrer verkümmernden Wirkung auf infizierte Pflanzen. Der Gattungsname Babuvirus ist eine Zusammenziehung aus der Bezeichnung der Typusspezies Banana bunchy top virus.
Im informellen Sprachgebrauch werden die Viren der Gattung Babuvirus als en. babuviruses ‚Babuviren‘, die der Gattung Nanovirus als en. nanoviruses ‚Nanoviren‘ bezeichnet, die Mitglieder der Familie Nanoviridae aber zur Unterscheidung als en. nanovirids ‚Nanoviriden‘ (in Analogie zu en. hominids ‚Hominiden‘ für die Mitglieder der Familie Hominidae).

## Aufbau und Genom

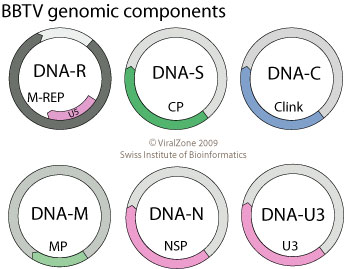
Genomemkarte der Spezies Banana bunchy top virus (BBTV), Babuvirus, mit 6 Segmenten.

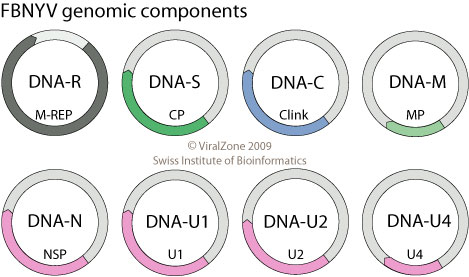
Genomemkarte der Spezies Faba bean necrotic yellows virus (FBNYV), Nanovirus, mit 8 Segmenten.

Viren der Familie Nanoviridae sind unbehüllt, mit ikosaedrischer oder runder Geometrie, ihre Symmetrie hat Triangulationszahl T=1. Der Durchmesser beträgt etwa 18–19 nm. Das Kapsid besteht aus 60 Einheiten (Kapsomeren).
Das Genom besteht aus mehreren Segmenten einzelsträngiger zirkulärer DNA mit einer Länge von jeweils 917 bis 1114 nt (Nukleotiden oder Basen), bei der Gattung Babuvirus geringfügig mehr bei Nanovirus.
Die Zahl der Segmente schwankt je nach Gattung mit (in der Regel) sechs bei Babuvirus und acht bei Nanovirus; bei der nicht-zugewiesenen Spezies Coconut foliar decay virus (CFDV) scheint es drei Segmente zu geben, die Zugehörigkeit zur Familie wurde aber zuletzt angezweifelt. Jedes der kleinen Viruspartikel enthält nur ein einziges Genomsegment, so dass ausreichend Virionen in einer Wirtszelle zusammenkommen müssen, damit dessen volle Funktionalität gegeben ist. Aufgrund des segmentierten Genoms ist bei den Nanoviridae ein Reassortment bei Doppelinfektion möglich.
Die Segmente der Nanoviridae haben eine ähnliche Organisationsstruktur, einschließlich konservierter invertierter Wiederholungssequenzen (englisch inverted repeats, inverted repeat sequences), die potenziell eine Haarnadelstruktur (en. stem-loop structure, CR-SL) bilden und den Ursprung der Replikation darstellen.
Eine weitere gemeinsame DNA-Region aller Segmente wird als CR-M (bei Babuvirus) bzw. CR-II (bei Nanovirus) bezeichnet.
Die Virionen haben einen einzigen Typ von Kapsidprotein (CP oder Cap) von etwa 19 kDa (Kilo-Dalton).
Darüber hinaus werden mindestens 5–7 nicht-strukturelle Proteine  kodiert.
In der Regel kodieren die DNA-Segmente für jeweils ein einziges Protein.
Zusätzlich sind viele Isolate von Nanoviridae mit einer unterschiedlichen Anzahl von separat eingekapselten, satellitenartigen sscDNAs (zyklische Einzelstrang-DNA), sog. Alphasatelliten, von etwa 1000–1100 nt assoziiert. Mit diesen zusammen können bis zu etwa 11 verschiedene DNA-Segmente vorliegen.
Die zusätzlichen satellitenartigen DNAs enthalten abweichende Haarnadelstrukturen (stem loops).
Die Viren der beiden Gattungen teilen einen Satz von fünf homologen DNA-Segmenten, die als DNA-R (kodierend für das Master Replication Initiator Protein, M-Rep), DNA-S (kodierend für das Kapsidprotein, CP), DNA-C (kodierend für das sog. Clink-Protein), DNA-M (kodierend für das Movement-Protein, MP) und DNA-N (kodierend für das sog. Nuclear Shuttle Protein – Kerntransport, NSP) bezeichnet werden.
Einen zweiten Offenen Leserahmen (en. open reading frame, ORF) mit Bezeichnung U5, der vollständig im M-Rep verschachtelt ist, fand man unter den Spezies der Gattung Babuvirus beim Banana Bunchy Top Virus (BBTV) und beim Cardamom Bushy Dwarf Virus (CBDV), nicht aber beim Abaca Bunchy Top Virus (ABTV) – oder der Gattung Nanovirus.

## Replikationszyklus
Es wird angenommen, dass die Replikation von Nanoviriden im Zellkern durch einen Rolling-Circle-Replikationsmechanismus über eine dsDNA-Zwischenstufe (en. dsDNA intermediate) pro Segment erfolgt. Diese dienen dann als Vorlagen für die Transkription.
Nach der Infektion einer Wirtszelle und Entfernung der Kapsidhülle wird die Synthese dieser viralen dsDNA-Zwischenstufe mit Hilfe von Wirts-DNA-Polymerase(n) gestartet über die kurzen DNA-Primers, die komplementär zur gemeinsamen Hauptregion (CR-SL) sind. Von diesen dsDNA-Zwischenstufen transkribiert die Wirts-RNA-Polymerase dann (genauso wie von der genomischen dsDNA des Wirtszellkerns) mRNAs, die die viralen Proteine kodieren (en. DNA-templated transcription).
Die virale DNA-Replikation (als Schritt zur Erzeugung der Nachkommenschaft) wird durch das M-Rep-Protein initiiert. Sowohl für die Spezies Faba bean necrotic yellows virus (FBNYV) der Gattung Nanovirus als auch für die Typusspezies Banana bunchy top virus (BBTV) der Gattung Babuvirus gibt es experimentelle Hinweise, dass M-Rep die DNA-Spaltung (en. DNA cleavage) und auch den Nukleotidyltransfer katalysiert, und so die Replikation aller genomischen DNAs initiiert. M-Rep ist das einzige virale Protein, das für die Replikation der Nanoviriden essentiell ist. Von diesem angesehen werden alle anderen Replikationsproteine einschließlich der DNA-Polymerasen von der Wirtszelle bereitgestellt. Die virale DNA-Replikation wird verstärkt durch die Wirkung eines von Nanoviriden kodierten Zellzyklus-Modulator-Proteins (Clink).
Das Virus verlässt die Wirtszelle durch per Export durch die Kernporen (en. nuclear pore export) und tubulusgesteuerte Virusbewegung (en. tubule-guided viral movement).
Als natürliche Wirte dienen Pflanzen. Das Virus wird über einen Vektor (Blattläuse) übertragen.

## Systematik
Im Jahr 2021 hat das ICTV die neue Familie Metaxyviridae als Schwesterfamilie der Nanoviridae innerhalb der Ordnung Mulpavirales bestätigt.
Die Metaxyviridae bestehen aus der einzigen Gattung Cofodevirus mit nur einer einzigen Spezies.
Die vom ICTV bestätigten Taxonomie der Ordnung Mulpavirales ist mit Stand Mai/Juni 2024 wie folgt:
Ordnung Mulpavirales
- Familie Amesuviridae (2 Gattungen, siehe Cressdnaviricota)

- Familie Anicreviridae (9 Gattungen, animal associated CRESS viruses, früher provisorisch auch CRESSV4 oder CRESS4, siehe Cressdnaviricota)

- Familie Metaxyviridae (1 Gattung, von altgriechisch μεταξύ metaxy, deutsch ‚dazwischen‘: Verwandtschaft von CFDV mit Mitgliedern der Familien Geminiviridae und Nanoviridae)
  - Gattung Cofodevirus
    - Spezies Cofodevirus kokonas mit Coconut foliar decay virus (CFDV Kokosnuss-Blattfäulevirus)[7][1]

- Familie  „CRESSV5“ (alias „CRESS5“, siehe Cressdnaviricota)

- ?Familie Alphasatellitidae (vorgeschlagene Zuordnung, siehe Cressdnaviricota)

- Familie Nanoviridae (6 bis 8 Virionen)
  - Kompletter Satz von (hier 6) Virionen der Gattung Babuvirus (rechts), links eines im Querschnitt.Gattung Babuvirus

Kompletter Satz von (hier 6) Virionen der Gattung Babuvirus (rechts), links eines im Querschnitt.

    - Spezies Babuvirus abacae mit Abaca bunchy top virus (ABTV), Isolate Malaysia Q767 und Philippines Q1108
    - Spezies Babuvirus cardamomi mit Cardamom bushy dwarf virus (CdBDV), Isolate Kalimpong und PHO2
    - Spezies Babuvirus musae (ehem. Typus) mit Banana bunchy top virus (BBTV), Büschelgipfelkrankheit der Banane, Isolate Australia und Taiwan-severe

  - Kompletter Satz von (hier 8) Virionen der Gattung Nanovirus (rechts), links eines im Querschnitt.Gattung Nanovirus

Kompletter Satz von (hier 8) Virionen der Gattung Nanovirus (rechts), links eines im Querschnitt.

    - Spezies Nanovirus astragali mit Milk vetch dwarf virus (MDV),[12][13] Isolate N und VU
    - Spezies Nanovirus astragalirani mit Milk vetch chlorotic dwarf virus (MVCDV), Isolat G53
    - Spezies Nanovirus flavipisi mit Pea yellow stunt virus (PYSV), Isolat Glinzendorf-Marchfeld 15
    - Spezies Nanovirus flaviviciae mit Faba bean yellow leaf virus (FBYLV), Isolat Eth-231
    - Spezies Nanovirus medicagonis mit Black medic leaf roll virus (BMLRV), Isolate Bjuv-153, AT-3 (Stadl-Paura_3) und AZ-47 (Lerik-Xalifa_47)
    - Spezies Nanovirus necroflaviviciae mit Faba bean necrotic yellows virus (FBNYV), Isolate Egyptian EV1-93, MA-Mor23, Sy4 und Mu29D
    - Spezies Nanovirus necropisi mit Pea necrotic yellow dwarf virus (PNYDV), Isolat Drohndorf-15
    - Spezies Nanovirus necropumiliviciae mit Faba bean necrotic stunt virus (FBNSV), Isolate Ethiopia:Hol-JKI-2000 und MA-Mor5
    - Spezies Nanovirus petroselini mit Parsley severe stunt associated virus (PSSaV), Isolat Pa21
    - Spezies Nanovirus sophorae mit Sophora yellow stunt virus (SYSV), Isolat Har:H13:Soph:17
    - Spezies Nanovirus trifolii (ehem. Typus) mit Subterranean clover stunt virus (SCSV), Isolate Myall Vale 2534B und F
    - Spezies Nanovirus viciacraccae mit Cow vetch latent virus (CVLV, CvLV), Isolat Sambuc 2010
    - Spezies „Grapevine-associated nanovirus“ mit Grapevine-associated nanovirus 1
    - Spezies „Picobiliphyte sp. MS584-5 nanovirus“

## Helferviren

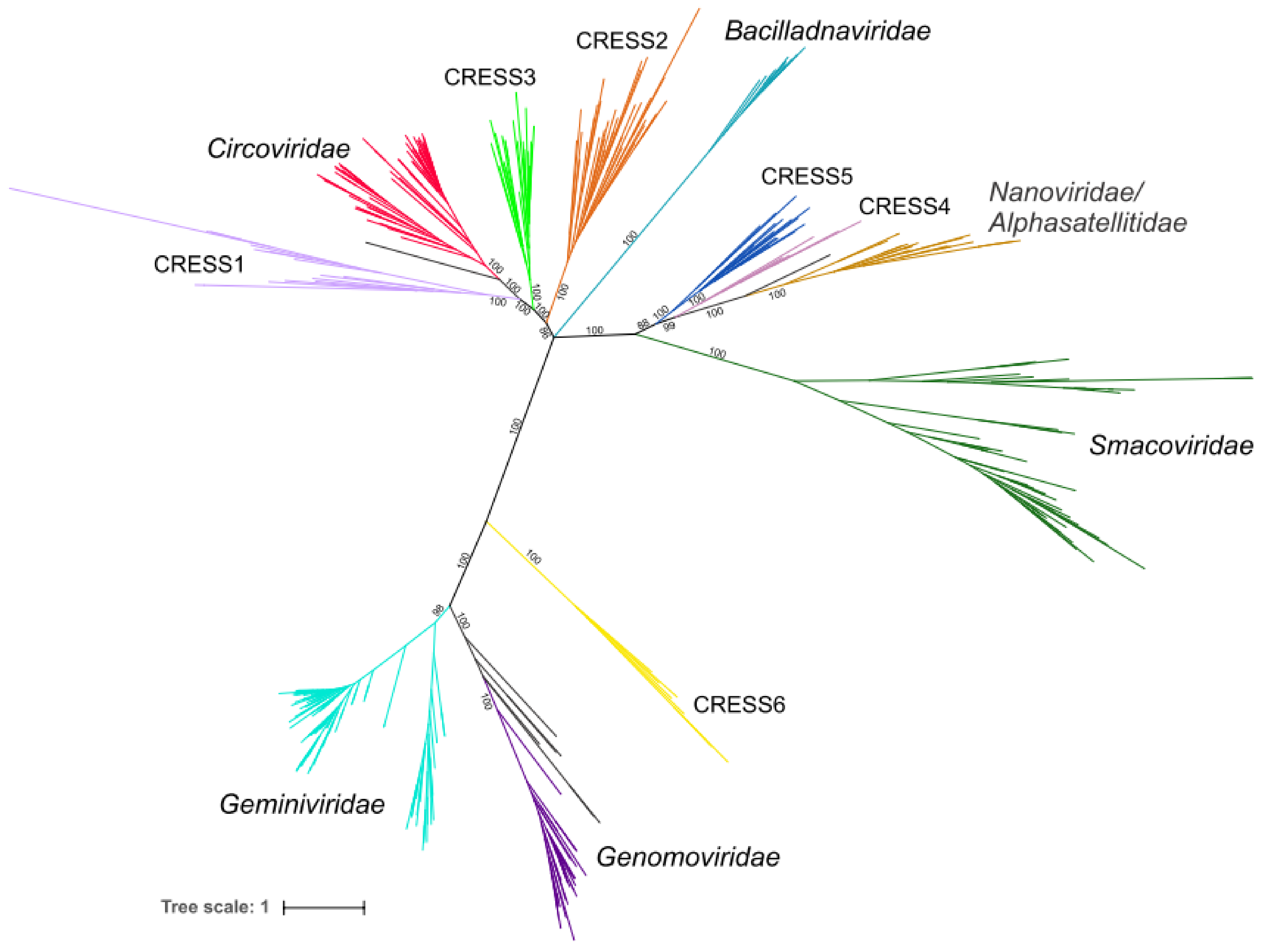
Ungewurzelter Phylogenetischer Baum der CRESS-DNA-Viren nach Kazlauskas, Varsani und Krupovic (2018).

Die Mulpavirales können als Helferviren der Satellitenviren aus der Familie Alphasatellitidae dienen: die Nanoviridae für deren Unterfamilie Nanoalphasatellitinae, die Metaxyviridae für die Unterfamilie Petromoalphasatellitinae.

## Evolution
Man nimmt an, dass die Alphasatellitidae sich aus den Nanoviridae entwickelt haben, und zwar zunächst die Unterfamilie Nanoalphasatellitinae, später nach einem Wechsel auf andere Helferviren (Geminiviridae) die Geminialphasatellitinae. Die Alphasatellitidae wären dann ebenfalls Mitglieder der Cressdnaviricota, wenn nicht gar der Mulpavirales. In diese Gruppe gehören offenbar zwei weitere Kladen als mutmaßliche Familien mit den provisorischen Bezeichnungen „CRESS4“ und „CRESS5“. Jedoch sind derzeit noch weitere Forschungen nötig, bis eine offizielle Anerkennung erfolgen kann.